# Februarirevolutionen 1848
Februarirevolutionen 1848 var den revolution i Paris i Frankrike som under perioden 22–24 februari 1848 ledde till julimonarkins fall och utropandet av den andra republiken.

## Bakgrund
Efter den första republiken hade monarkin återupprättats genom den Bourbonska restaurationen 1814. Efter julirevolutionen 1830 efterträddes Karl X av Ludvig Filip I. Den så kallade julimonarkin kom att bestå i arton år innan den, till allmän förvåning, kollapsade den 24 februari 1848 efter tre dagars strider på Paris gator.
Den 22 februari hade regeringen förbjudit en av den republikanska oppositionens politiska banketter. Arbetare, som aldrig skulle ha haft råd att närvara på banketten, började att samlas på gatorna och efter mindre sammanstötningar med polisen började de upprätta barrikader. Februarirevolutionen hade inletts.

## Förlopp
Guizots regering avgick den 23 februari efter att ha övergivits av den småborgerlighet, vars stöd den trodde sig ha. Vänsterledarna Louis Mathieu Molé och Adolphe Thiers avböjde erbjudandet att bilda regering men Odilon Barrot accepterade. Den första militärdivisionens attacker mot barrikaderna under Bugeauds återkallades. Men då var det redan för sent: Resningen hade redan spritt sig över hela Paris.
Den 24 februari sköt nationalgardet, delvis på grund av olyckliga omständigheter, demonstrerande arbetare och när industriproletariatet i Paris förstäder (les faubourgs) begav sig till Paris centrum senare samma dag efter de olycksaliga skotten välkomnades de av nationalgardet.
Kungen Ludvig Filip I abdikerade till förmån för sin sonson Ludvig Filip, greve av Paris efter att nationalgardet vägrat hälsa honom som sin ledare. Men monarkin kunde inte räddas. Då Tuilerierna intogs av den uppretade folkmassan flydde grevens mor, hertiginnan av Orléans, med sina två söner till Palais Bourbon, där deputeradekammaren höll sina sammanträden. Men under den förvirring och modlöshet som rådde där vågade ingen av ministrarna föreslå att den unge prinsen skulle utropas till kung. När de beväpnade massorna, efter att först ha avvisats, för andra gången trängde in i Palais Bourbon, skingrade sig ledamöterna, utom den lilla skaran av republikaner. Endast med möda undkom hertiginnan med sina söner för att sedan liksom de andra medlemmarna av kungafamiljen lämna Frankrike. En provisorisk regering tillsattes och den andra republiken utropades av Lamartine i Hôtel de Ville.

## Följder
Medlemmarna i den provisoriska regeringen slog sig ned på stadshuset utan att hindras av den väpnade makten. Vid fördelningen av ämbetena fick socialisterna viktiga poster, men republikanen Lamartine blev utrikesminister och Alexandre Auguste Ledru-Rollin inrikesminister. Framförallt representerades det socialistiska elementet av Louis Blanc och Pierre Marie de Saint-Georges. Denna improviserade regering var egentligen under den första tiden en diktatur som, utan något kontrollerande utskott från folkets sida, lyckades hålla sig kvar vid makten trots inre tvedräkt och heta strider utåt. I maj lämnades makten över till den nyvalda nationalförsamlingen.

### Tysk resning
Även internationellt fick februarirevolutionen omfattande följder, inte minst i de tyska staterna. Runtom i Tyskland reste sig folket och krävde inte enbart politisk frihet inom de särskilda staterna utan också hela tyska nationens sammanslutning till ett stort tyskt rike. I Slesvig och Holstein gjorde tyskarna uppror mot den danska regeringen. Det farliga för Danmark denna gång var att stora delar av Tyskland nu kom sina upproriska landsmän till hjälp. I spetsen gick Preussen, som var angeläget om att ta ledningen av det tyska enhetsverket. I april 1848 ryckte tyska trupper in i Holstein och därifrån vidare in i Slesvig, vilket blev inledningen till det slesvig-holsteinska kriget.